# 神话与政治之间
《神话与政治之间》（Entre mythe et politique）是法国学者让-皮埃尔·韦尔南的一部文集，1996年由巴黎Le Seuil出版社初版，有中先中文译本（生活·读书·新知三联书店2001年版）。韦尔南是著名的古希腊学研究家，曾加入法国共产党，后退党。该书包含58篇论文，收集了作者1980年代以来的一些零散文章，置于9个标题之下。
书中的第一部分是对作者生命历程的回顾，含有一些谈话、重要的宣读文章以及关于方法和基础问题的辩论。德国的布克尔特等人认为，韦尔南是结构主义学派的代表，韦尔南则视自己为马克思主义者，将马克思主义当做一种批评的方法论。他认为结构主义能够理清神话叙事框架内对立、同形的体系，但轻视历史分析。韦尔南认为自己遵循的是历史心理学的路线，其基础来自伊尼亚斯·迈耶松。而路易·热尔奈对希腊宗教、城邦中集体主义特点的强调，亦为韦尔南所继承。
第二部分是对古希腊宗教的描述，占了全书的大部分。韦尔南认为，古希腊宗教与今日的宗教一样丰富、严格，万神殿中神与神的关系是逻辑的。希腊神话中宙斯的胜利，强调原则和秩序。希腊人对神履行义务，而非被神奴役。希腊民主、理性的来源，根植于希腊神话与宗教之中。前14至12世纪重要神明依然产生，而前11世纪末开始产生了城邦国家的集体生活。前8世纪，宗教扎根，整合了地方的神明，成为万神殿。韦尔南认为，希腊理性不仅与社会及精神文化相关，而且与城邦国家的产生有关。关于悲剧来源，作者否定了尼采日神与酒神对立的观点，认为酒神的边缘和非理性是现代宗教史上的创造。酒神崇拜是中心因素，表现为一种“他者”形象，在神与人之间建立沟通的空间，悲剧就是为了显现“他者”的归化。韦尔南还讨论了神、人的形象以及希腊人的死亡观。
第三部分是韦尔南对当代政治的反思，讨论了五月风暴、法国共产党、极权主义、阿尔巴尼亚革命等问题。